# The Love Hunger
The Love Hunger er en amerikansk stumfilm fra 1919 af William P.S. Earle.

## Medvirkende
- Lillian Walker som Fran
- Lee Shumway som Abbott Ashton
- Herbert Prior som Hamilton Gregory
- Allene Hale som Grace Noir
- Lydia Knott